# سيمون ترير
سيمون ترير (بالدنماركية: Simon Trier Jakobsen)‏ هو لاعب كرة قدم دنماركي في مركز ظهير ‏، ولد في 6 يوليو 1998 في Gjessø ‏ في الدنمارك. لعب مع نادي فيبورج.

## وصلات خارجية
- سيمون ترير على موقع قاعدة بيانات كرة القدم.إي يو (الإنجليزية)
- سيمون ترير على موقع Soccerway.com (الإنجليزية)